# Епископство Наумбург-Цайц
Епископство Наумбург-Цайц (нем. Bistum Naumburg-Zeitz) — епископство в составе Священной Римской империи, существовавшее с 968 по 1615 г. Княжество находилось на территории современной земли Саксония-Ангальт.

## История
Диоцез Цайц был основан 2 января 968 г. одновременно с епископствами Мейсен и Мерсебург по воле папы римского Иоанном XIII по итогам Равенского синода годом ранее на основе рекомендации императора Оттона I. Все три новых епископства были суффраганами Магдебургского архиепископства.
Престол располагался в Цайцском соборе в Цайце (968—1029) и Наумбургском соборе в Наумбурге (с 1029 по 1615 г.).  Резиденция была перенесена маркграфами Мейсена Германом I и Эккехардом II, пошедшим навстречу желанию императора Конрада II. 
Епископство имело четыре архидьяконства: Альтенбург, «транс Мульде» (состоял из под-округов (Unterbezirke) Лихтенштейн, Глаухау, Хартенштайн и Лёсниц), Наумбург и Цайц.
В 1562 г. в ходе Реформации было секуляризовано протестантами, в 1615 г. вошло в состав Курфюршества Саксония, в 1657 г. вошло в состав выделенного герцогства Саксен-Цайц (первый герцог Мориц Саксен-Цейцский был администратором епископства), вернувшись курфюршеству в 1718 г.

## Правители

### Епископы Цайца
- Гуго I (968—979)
- Фридрих (979—990)
- Гуго II (991—1002)
- Хильдегарда (1003—1030)

### Епископы Наумбурга
- Каделох  (1030—1045)
- Эберхард (1045—1079)
- Гюнтер I (1079—1090)
- Вальрам (1091—1111),
- Дитрих I (1111—1123)
- Риквин (1123—1125)
- Удо I (1125—1148)
- Вихман фон Зеебург (1148—1154)
- Бертольд I (1154—1161)
- Удо II (1161—1186)
- Бертольд II (1186—1206)
- Энгельгард (1206 — 4 апреля 1242)[1]
- Дитрих II (1243—1272)
- Майнхер фон von Нойенбург (1272—1280)
- Людольф фон Мигла (1280—1285)
- Бруно фон Лангенбоген (1285—1304)
- Ульрих I (1304—1315)
- Генрих I (1316—1335)
- Витего I (1335—1348)
- Иоганн I (1348—1351)
- Рудольф фон Небра (1352—1359)

Ян из Стршеды в 1352—1353 гг. был избранным епископом в оппозицию Рудольфу'
- Герхард фон Шварцбур (13 мая 1359 г. — 6 октября 1372 г.), стал епископом Вюрцбурга[1]
- Витего II (6 октября 1372—1382)[2]
- Кристиан фон Витцлебен (1382 — 23 октября 1394)[2]
- Ульрих II (1394—1409)
- Герхард II (1409—1422)
- Иоганн II (1422—1434)
- Петер фон Шлейниц (6 сентября 1434 — 1 октября 1463)[1]
- Георг фон Хаугвиц (1463)
- Дитрих III (25 мая 1464 — 9 марта 1466)[1]
- Генрих II (2 июня 1466 — 24 марта 1480)[1]
- Дитрих IV (27 июня 1481 — 15 марта 1492)[1]
- Иоганн III (15 марта 1492 — 26 сентября 1517)[1]
- Филипп Пфальцский (1517—1541)
- Николаус Амсдорф (1542—1546), лютеранский епископ
- Юлиус фон Пфлуг (6 ноября 1542 г. — 3 сентября 1564 г.), последний католический епископ[1]

### Вспомогательные епископы
- Генрих Кратц (назначен в 1484 г.)[3]